# 중광단
중광단(重光團)은 일제강점기 항일무장투쟁의 성격을 띈 대종교 단체로 북로군정서의 전신이였다. (국권피탈 이후 만주, 연해주 일대에서 조직)
만주에서 결성된 최초의 무장단체로, 대종교도인 서일, 계화, 채오, 양현 등이 한국에서 독립 운동을 하던 중 만주로 이동하여 1911년 설립한 단체이다. 만주 길림성 왕칭현에 본부를 둔 이 단체는 서일을 단장으로 하고 청년들에게 대종교 교리와 애국 교육을 하였다. 무기의 부족으로 적극적인 무장투쟁보다는 정신교육과 단원 확보에 주력했다. 1918년 8월 7일 김좌진을 받아들여 전투태세를 갖추게 된다. 활동 전 제 1차 세계대전과 자신들의 독립을 위해 시베리아에 와있던 체코슬로바키아 군단을 만나 무기를 구입하였다. 단원 500명, 소총 500정, 권총 40정, 기관총 3문, 탄환 100만 발에 군자금 10만 원을 보유한 단체로 성장하여 정보연락기관인 경신분국을 두었으며 왕칭현 십리평에 장교 양성 기관인 사관연성소를 세웠다. 중광단에 대한 군사 훈련을 하는 한편 교육에도 힘써 시베리아 일대와 북만주에 야간 강습소와 소학교를 세우기도 하였다. 상하이 임시정부 수립을 적극적으로 지원하였으며 청산리 대첩 이전부터 연락해오기도 했다.
3·1 운동 이후인 1919년 4월에는 다른 종교 단체인 공교회 등과 대한정의단을 결성하고 같은 해 8월 밑으로 대한군정희를 조직, 10월에는 대한정의단과 대한군정회를 통합해 대한군정부로 개편했다. 이후 상하이 임시정부의 승인을 받아 대한군정서 또는 북로군정서로 이름을 바꿨다.